# TSV Friedrichsberg-Busdorf
Der TSV Friedrichsberg-Busdorf (offiziell: Friedrichsberg-Busdorfer Turn- und Sportverein e.V.) ist ein Sportverein aus dem Stadtteil Friedrichsberg der Stadt Schleswig im Kreis Schleswig-Flensburg in Schleswig-Holstein. Der Namensbestandteil Busdorf bezieht sich auf die an Friedrichsberg grenzende Gemeinde Busdorf. Der Verein besitzt unter anderem Sparten für Fußball, Handball, Volleyball und Tischtennis.

## Vereinsgeschichte
Der Verein wurde am 29. Januar 1948 gegründet. Als Vorgänger gilt der bis 1934 existierende TSV Friedrichsberg. Die Fußballsparte wurde 1949 gegründet. Heimstätte für die Fußballer und Leichtathleten war zunächst der Sportplatz am Husumer Baum und ab 1960 der Prinzenplatz. Seit 1985 ist die Sportanlage Zum Öhr Heimstätte des Vereins.

## Fußballabteilung
Von 2002 bis 2017 spielte die Herrenmannschaft des TSV Friedrichsberg-Busdorf in den zweit- und dritthöchsten schleswig-holsteinischen Amateurklassen.
Als Meister der Verbandsliga Nord-West stieg der TSV Friedrichsberg-Busdorf 2017 in die Oberliga Schleswig-Holstein, die höchste schleswig-holsteinischen Amateurklasse auf. Als Tabellenvorletzter stieg der Verein am Ende der Saison 2017/18 wieder ab und spielt seitdem in der Landesliga Schleswig. In der Spielzeit 2018/19 belegte der TSV Friedrichsberg-Busdorf in der Landesliga den siebten Platz.